# Stuiverknooppunt
Het stuiverknooppunt is een type verkeersknooppunt dat in Nederland rond 1970 is gebruikt als tussenstadium. Tot in de jaren zestig werden snelwegen aangelegd met gelijkvloerse verkeerspleinen bij de knooppunten. Doordat het gebruik van de snelweg toenam ontstonden er op sommige verkeerspleinen fileknelpunten. Om deze reden maakten zij plaats voor ongelijkvloerse kruisingen, meestal in de vorm van een klaverblad.
Om ervoor te zorgen dat het knooppunt in gebruik kon blijven tijdens de bouw van het klaverblad wordt een stuiverknooppunt aangelegd. Deze dankt zijn naam aan de vorm van de oude vierkante stuiver. Het is een groot verkeersplein dat niet rond is maar de vorm van een ingedeukt vierkant heeft. 
Bij de voltooiing van het klaverblad worden de wegdelen van de stuiver gebruikt bij het nieuwe klaverblad voor de rechtsafslaande verbindingen (daarom is het vierkant een beetje concaaf). Zo kan met geringe hinder een rotonde omgebouwd worden tot klaverblad. De enige tijdelijke wegdelen bestaan uit vier korte verbindingsstukjes.

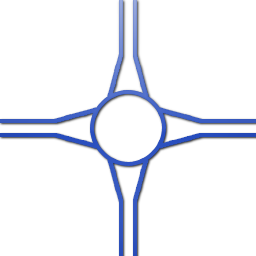
1. Gelijkvloers verkeersplein■ ■ in gebruik
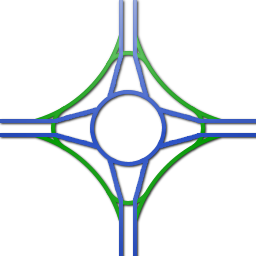
2. Stuiver in aanleg ■ in gebruik■ in aanleg
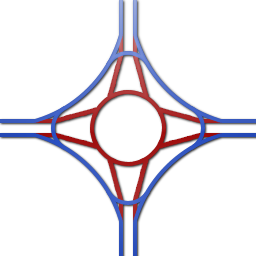
3. Verkeersplein afbreken■ in gebruik■ wordt afgebroken
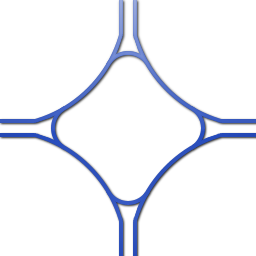
4. Stuiver in gebruik (tijdelijk)■ ■ in gebruik
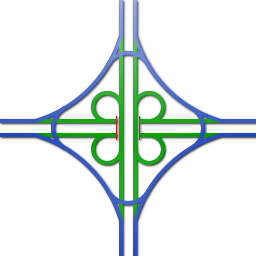
5. Klaverblad in aanleg■ in gebruik■ in aanleg
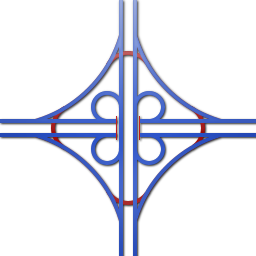
6. Klaverblad gereed ■ in gebruik■ niet meer nodig

Opmerking: het afgebeelde vierde stadium is fictief. Het afbreken van het oude verkeersplein en het bouwen van het klaverblad geschieden gelijktijdig en het centrum van de stuiver zal er nimmer zo keurig opgeruimd uitzien als de afbeelding suggereert. Bovendien zullen de 'afgebroken' wegdelen tijdens de bouw nodig blijven voor het werkverkeer.
Berenkuil · Hondenbot · Magic Roundabout · Ov(at)onde · Stuiverknooppunt · Turborotonde · Verkeersplein